# الإعجاز الكوني في القرآن
الإعجاز الكوني في القرآن يقصد به ما ذكره القرآن عن الكون قبل أن يُكتشف.

## أمثلة

### فتق السماوات والأرض
﴿أَوَلَمْ يَرَ الَّذِينَ كَفَرُوا أَنَّ السَّمَاوَاتِ وَالْأَرْضَ كَانَتَا رَتْقًا فَفَتَقْنَاهُمَا وَجَعَلْنَا مِنَ الْمَاءِ كُلَّ شَيْءٍ حَيٍّ أَفَلَا يُؤْمِنُونَ ۝٣٠﴾ [الأنبياء:30] أن السماوات والأرض كانتا وحدة واحدة ثم انفصلا، حيث أن الكون قد بدأ من انفجار «ذرة بدائية»، والتي تمتاز بالكثافة اللا نهائية ودرجة الحرارة العظيمة جدًا والتي هي أسخن من مليون مليون مليون درجة حرارة نواة الشمس، وهذا ما سمي لاحقًا بالانفجار العظيم (بالإنجليزية:Big Bang).

### جريان الشمس
﴿وَالشَّمْسُ تَجْرِي لِمُسْتَقَرٍّ لَهَا ذَلِكَ تَقْدِيرُ الْعَزِيزِ الْعَلِيمِ ۝٣٨﴾ [يس:38] لقد اعتقد العلماء في القرن الماضي أن الشمس هي مركز الكون وأنها ثابتة في حجمها وكتلتها ومكانها، وأن كل شيء يتحرك حولها، لكن الشمس تجري وتتحرك .

### اتساع السماء
﴿وَالسَّمَاءَ بَنَيْنَاهَا بِأَيْدٍ وَإِنَّا لَمُوسِعُونَ ۝٤٧﴾ [الذاريات:47] تشير القياسات الحديثة أن معدل تمدد الكون في تزايد ويعزي العلماء هذا التزايد إلى المادة المظلمة التي تظهر في النموذج النظري على صورة الثابت الكوني، أصبحنا في استطاعتنا حديثا قياس تسارع تمدد الكون، وتعتقد النظرية أن تمدد الكون في الماضي كان «تباطئيًا، كابحًا» تحت تأثير قوة الجاذبية بين المادة التي نشأت في الكون . حاليا يفترض العلماء نموذج لامبدا-سي دي إم لتفسير ما يجري في الكون، ويعزز هذا النموذج أن تمدد الكون تحت تأثير الطاقة المظلمة سوف يتزايد في المستقبل.

### الرياحوالتلقيحوالمطر
﴿وَأَرْسَلْنَا الرِّيَاحَ لَوَاقِحَ فَأَنْزَلْنَا مِنَ السَّمَاءِ مَاءً فَأَسْقَيْنَاكُمُوهُ وَمَا أَنْتُمْ لَهُ بِخَازِنِينَ ۝٢٢﴾ [الحجر:22] تقوم الرياح بالتلقيح الريحي للنباتات بنقل حبوب اللقاح إلى أعضاء التأنيث في الأزهار ليتم الإخصاب وتكوين الثمار، وتثير الرياح كذلك السحاب بتزويد الهواء بالرطوبة اللازمة، وإن إرسال الرياح بنوى التكثف المختلفة يعين بخار الماء الذي بالسحاب على التكثف، كما يعين قطيرات الماء المتكثفة في السحاب على مزيد من النمو حتى تصل إلى الكتلة التي تسمح لها بالنزول مطراً.

### دوران الأرضحول نفسها
﴿وَتَرَى الْجِبَالَ تَحْسَبُهَا جَامِدَةً وَهِيَ تَمُرُّ مَرَّ السَّحَابِ صُنْعَ اللَّهِ الَّذِي أَتْقَنَ كُلَّ شَيْءٍ إِنَّهُ خَبِيرٌ بِمَا تَفْعَلُونَ ۝٨٨﴾ [النمل:88] أن الجبال تدور دوراناً سريعاً كالسحاب لكن الإنسان يراها ثابتة مستقرة، وهناك اختلاف في المقصود من الآية حين قال ابن عثيمين أن الآية تتحدث عن يوم القيامة وليس في الدنيا